# András Wanié
András Wanié (ur. 23 kwietnia 1911 w Segedynie, zm. 12 listopada 1976 w Sacramento) – węgierski pływak, medalista igrzysk olimpijskich i mistrzostw Europy.
Pierwszy medal zdobył na I Mistrzostwach Europy w Budapeszcie w 1926 roku. Został tam wicemistrzem w sztafecie 4 × 200 stylem dowolnym, w której płynął drugiej zmianie. Ekipa węgierska uległa tylko drużynie niemieckiej. Rok później, podczas II Mistrzostw Europy w Bolonii, Wanié ponownie zdobył medal w sztafecie, tym razem brązowy.
Po raz pierwszy wystartował na igrzyskach olimpijskich podczas IX Letnich Igrzyskach Olimpijskich w Amsterdamie w 1928 roku. Płynął tam na pierwszej zmianie męskiej sztafety 4 × 200 m stylem dowolnym. Węgierska drużyna zajęła czwarte miejsce.
III Mistrzostwa Europy w Paryżu w 1931 roku były prawdziwym tryumfem węgierskich pływaków. Wanié został mistrzem kontynentu w sztafecie 4 × 200 stylem dowolnym. Ustanowił wraz z pozostałymi zawodnikami rekord mistrzostw.
Ostatni raz na igrzyskach wystartował w Los Angeles w 1932 roku. Zdobył tam brązowy medal w sztafecie 4 × 200 m stylem dowolnym. Wystartował także na dystansie 100 metrów stylem dowolnym, na którym dotarł do półfinału.
Wanié reprezentował barwy klubu Szegedi Úszó Egylet. Jego starszy brat Rezső również był pływakiem, olimpijczykiem z 1928 i medalistą mistrzostw Europy.